# 香川千穂
香川 千穂（かがわ ちほ、1969年11月5日 - ）は、元朝日放送アナウンサー。
東京都出身。身長168cm。

## 略歴
- 都立富士高校在学時代は、テニス部に所属。TVコマーシャル、雑誌等のモデルをする。
- 1992年、東京女子大学現代文化学部地域文化学科卒業後、朝日放送に入社。報道番組からラジオのパーソナリティまで、幅広く活躍した。退職後はハワイ大学に留学[1]。
- 2006年からオーストラリアに在住し[2][リンク切れ]、アルモニカ奏者として活動している[3]。

## アナウンサー時代の主な担当番組
- ABC News Report
- デジタルアジア通信（1995年頃）
- 香川千穂のミュージックブランチ